# Balzola
Balzola est une commune de la province d'Alexandrie dans le Piémont en Italie.

## Administration
| Période                                  | Période  | Identité       | Étiquette | Qualité |
| ---------------------------------------- | -------- | -------------- | --------- | ------- |
| 14 juin 2004                             | En cours | Luigi Carturan |           |         |
| Les données manquantes sont à compléter. |          |                |           |         |

### Hameaux
Cantone Quadro, Cantone Villa, Cantone Cascine, Cantone Villaveri, Cantone Pozzarello, Cantone Borgoratto, Cantone Giarone, Cantone Castelli - Piazza Vignazza

### Communes limitrophes
Casale Monferrato, Costanzana, Morano sul Po, Rive, Villanova Monferrato